# Дзауски район
Дзауски район (на осетински: Дзауы район; на руски: Дзауский район) е район в Южна Осетия. Административен център е село Дзау/Джава. Населението му е 6567 души (по преброяване от октомври 2015 г.).